# 週刊神奇寶貝放送局
《週刊神奇寶貝放送局》，主要是在《神奇寶貝超世代》播出期間一併推出，內容以《神奇寶貝》的非主線動畫、綜藝節目和回顧影集為主。2002年10月15日至2004年9月28日於東京電視台播放。

## 主要登場人物
注：基本上由於每集的內容不同，故此沒有固定的主角。《神奇寶貝》的主角小智和他的皮卡丘就一直沒有在本系列出現過。
- 小剛
- 小霞
- 奈奈
- 櫻花（小霞的大姐）
- 櫻花（圓朱市伊布五姐妹的五妹）
- 小茂
- 大木博士
- 花子
- 阿弘
- 小建

### 火箭隊
- 武藏、小次郎與喵喵怪
- 亞馬多與小三郎

### 其他
- 小剛的家人
- 暴走三人組
- DJ胡桃
- 喬伊小姐
- 君莎小姐
- 皮丘兄弟和其夥伴

## 播放一覽表
| 集數                           | 中文名                             | 日文名 |
| ------------------------------ | ---------------------------------- | ------ |
| 第07集                         | 小剛！拯救尼比道館！               |        |
| 第08集                         | 華藍道館的復仇！                   |        |
| 第09集                         | 加油！前進的火箭隊                 |        |
| 第12集                         | 大木博士家大作戰！                 |        |
| 第18集                         | 小霞！取得藍色徽章吧！             |        |
| 第19集                         | 相會千年鎮                         |        |
| 第19集                         | 喵喵辛苦打工記？                   |        |
| 第23集                         | 神奇寶貝搜查網！！尋找大木博士！   |        |
| 第33集                         | 迷偵探喵喵登場！                   |        |
| 第33集                         | 姪女露力麗是大麻煩？               |        |
| 第42集                         | 小霞一決勝負！賭上性命？           |        |
| 第46集                         | 火箭隊，愛與青春的原點             |        |
| 第47集                         | 又一個雪拉比的傳說                 |        |
| 第48集                         | 真新鎮，神奇寶貝訓練家的旅程       |        |
| 第67集                         | 神奇寶貝研究者小茂與復活的化石翼龍 |        |
| 第89集                         | 小霞與愛心魚！愛的戰鬥！           |        |
| 第90集                         | 奈奈與噴火龍！火炎的猛烈特訓！     |        |
| 第91集                         | 穿梭天際的傳說 阿弘與火焰鳥！      |        |
| （第91集為週刊放送局最後一集） |                                    |        |

## 細節
雖說是非主線動畫，但是其中有部分的內容是在主線動畫所看不到的另外一面所發生的事情。例如《小剛！拯救尼比道館！》這集中，交代了為何小剛會出現在芳緣地方。又例如《大木博士家大作戰！》這集中，大木博士跟小智的媽媽說小智在芳緣地方的橙華市有打過電話給大木博士。所以不能說完全跟主線動畫沒有關係。

## 播放時間
| 日本 東京電視台 星期二19:00節目 | 日本 東京電視台 星期二19:00節目              | 日本 東京電視台 星期二19:00節目 |
| ------------------------------- | -------------------------------------------- | ------------------------------- |
|                                 | 週刊神奇寶貝放送局 （2002年10月～2004年9月） |                                 |
| 神奇寶貝 重播                   | 烘焙王                                       |                                 |

## 外部連結
- （日語）東京電視台 週刊神奇寶貝放送局